# Augstkummenhorn
Augstkummenhorn är en bergstopp i Schweiz. Den ligger i distriktet Visp och kantonen Valais, i den södra delen av landet, 110 km söder om huvudstaden Bern. Toppen på Augstkummenhorn är 3 418 meter över havet.